# Abschussplan

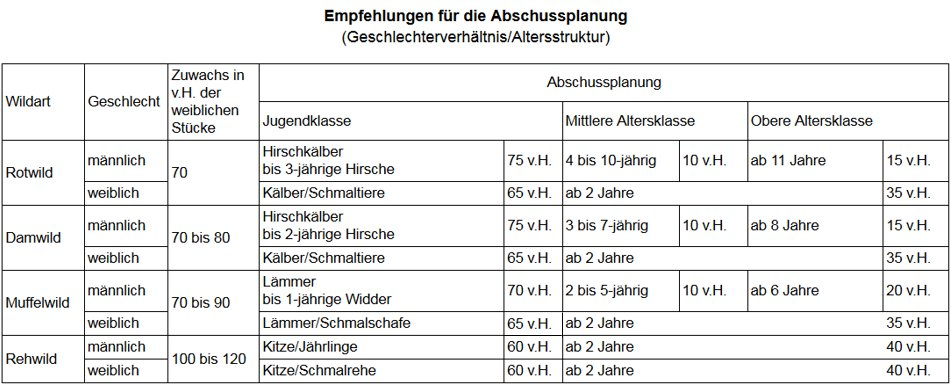
Empfehlung für die Abschussplanung nach dem Niedersächsischen Jagdgesetz (AB-NJagdG)

Der Abschussplan ist ein behördlich genehmigter Jahresplan, der festlegt, wie viel Wild nach Alter und Geschlecht in jedem Jagdrevier zu erlegen ist.

## Regelungen verschiedener Staaten

### Deutschland

#### Gesetzliche Grundlagen
In Deutschland darf nach § 21 Abs. 2 Bundesjagdgesetz Schalenwild, außer Schwarzwild, sowie Auer-, Birk- und Rackelwild und Seehund nur auf Grund und im Rahmen eines gesetzlich vorgeschriebenen Abschussplanes erlegt werden.
Das Jagdwesen fällt unter die Abweichungsgesetzgebung. Auch in Bundesländern ohne behördliche Abschussplanung muss der Abschuss nach den gesetzlichen Vorgaben erbracht werden.
Ein Abschussplan für Schalenwild muss innerhalb gesetzlich festgelegter Grenzen erfüllt werden. Das wird durch die zuständige Untere Jagdbehörde kontrolliert. Diese kann auch einen körperlichen Nachweis, also die Vorlage des erlegten Tieres, fordern. Die Behörden können die Erfüllung ggf. nach den Vorschriften des Verwaltungsvollstreckungsgesetzes durchsetzen.
Daten zu Abschussplänen und gemeldeten Abschüssen sind Umweltinformationen. Die zuständigen Behörden müssen sie nach dem Umweltinformationsgesetz in angemessenem Maß veröffentlichen und auf Anfrage herausgeben.

#### Rahmen der Abschussplanung
§ 21 Abs. 1 legt den Rahmen der Abschussplanung fest. Danach ist der Abschuss des Wildes so zu regeln, dass „die berechtigten Ansprüche der Land-, Forst- und Fischereiwirtschaft auf Schutz gegen Wildschäden voll gewahrt bleiben sowie die Belange von Naturschutz und Landschaftspflege berücksichtigt werden.“ Der auf die Nutzung von Grund und Boden angewiesene Personenkreis soll durch die Ausübung der Jagd nicht in seinen grundgesetzlich verankerten Eigentumsrechten nach Art. 14 Grundgesetz verletzt werden. Innerhalb dieser Grenzen soll gem. § 21 Abs. 1 Satz (2) „die Abschußregelung dazu beitragen, daß ein gesunder Wildbestand aller heimischen Tierarten in angemessener Zahl erhalten bleibt und insbesondere der Schutz von Tierarten gesichert ist, deren Bestand bedroht erscheint.“ Auch bei der verpflichtenden Hege muss die Höhe des Wildbestands den „landschaftlichen und landeskulturellen Verhältnissen“ angepasst sein oder werden.
Der Bundesgerichtshof bestätigte diese grundsätzliche Priorisierung der waldbaulichen vor den jagdlichen Interessen schon 1984. Sie sei insbesondere wegen der „überragenden Bedeutung des Waldes für das Klima, den Wasserhaushalt, die Sauerstoffproduktion, die Nährstoffspeicherung und die biologische Vielfalt“ gerechtfertigt.(Seite 14) Die Landesjagdgesetze weichen davon nicht ab. Das Bayerische Waldgesetz pointiert die Priorisierung im Grundsatz „Wald vor Wild“.

#### Ablauf der Abschussplanung
Ganz im Sinne der Eigenverantwortung erstellen in gemeinschaftlichen Jagdbezirken der Jagdvorstand als Vertreter der Grundeigentümer einer Jagdgenossenschaft oder der Inhaber eines Eigenjagdbezirks im Einvernehmen mit dem Jagdausübungsberechtigten („Jäger“) einen Abschussplan (§ 21 Abs. 2 Satz (4)). Zusätzlich werden die Abschusspläne innerhalb von Hegegemeinschaften abgestimmt. Die zuständige Jagdbehörde prüft, ob der eingereichte Abschussplan gesetzeskonform ist. Dann bestätigt sie den Plan im Einvernehmen mit dem Jagdbeirat (§ 37 Abs. 1). Ist der Vorschlag nicht gesetzeskonform oder kommt es nicht zum Einvernehmen, setzt die Behörde im Einvernehmen mit dem Jagdbeirat einen Abschussplan fest. Der Jagdbeirat besteht aus je einem Vertreter der Landwirtschaft, der Forstwirtschaft, der Jagdgenossenschaften, der Jäger und des Naturschutzes.
Bei der Bestätigung oder Festsetzung eines Abschussplans steht der Behörde kein Ermessen zu. Es sind die im Gesetz aufgeführten „unterschiedlichen öffentlich-rechtlichen und privatrechtlichen Belange in die Entscheidung einzustellen“ und ein Interessensausgleich vorzunehmen. Auch der Vorläufer der jetzigen Abschussregelung (§ 37 Reichsjagdgesetz) sah kein Ermessen der Behörde vor.
Der Bayerische Verwaltungsgerichtshof führt dazu 1996 aus, dass die Behörde trotz des Wortes „Abschußplan“ keinen „planerischer Gestaltungsspielraum“ hat. Sie muss vielmehr überprüfen, den maßgeblichen Sachverhalt richtig werten und die verschiedenen Belange entsprechend der Zielvorgabe des Gesetzgebers zutreffend abwägen. Gegebenenfalls müssen dazu Gutachten von Sachverständigen eingeholt werden.
In manchen Bundesländern, z. B. Bayern, gibt es staatlich angeordnete, statistisch abgesicherte Vegetationsgutachten für die Abschussplanung. Sie gelten uneingeschränkt als praxistauglicher Maßstab zur Festlegung des erforderlichen Abschusses für Rehwild. Gutachten privater Fachinstitute sind hier grundsätzlich geringer zu gewichten.(Punkt 29) Die Abschusszahl ist aber „nicht mathematisch-logisch, etwa anhand einer normativen Formel zu bestimmen“. Die gerichtliche Überprüfung eines Abschussplans beschränkt sich darauf, ob die Höhe des Abschusses angemessen ist.(Punkt 44)

#### „Urteil Hinterstoißer“ klärt die Eigentumsrechte
Der Jagdvorstand vertritt nach § 9 Abs. 2 die Eigentümer der Jagdflächen in einer Jagdgenossenschaft auch bei der Abschussplanung. Trotzdem kann jeder Eigentümer individuell gegen einen aus seiner Sicht nicht gesetzeskonformen Abschussplan klagen. Diese Entscheidung des Bundesverwaltungsgerichts aus 1995 wurde als „Urteil Hinterstoißer“ bekannt.
Das oberste Verwaltungsgericht stellt fest: § 21 Abs. 1  ist eine drittschützende Norm. (Rn 51) Die Klagebefugnis eines Waldeigentümers leitet sich aber auch aus den Eigentumsrechten nach Art. 14 GG ab. Die Privatnützigkeit des Eigentums darf durch das in Gemeinschaftsjagdbezirken bestehende Jagdausübungsrecht eines Dritten nicht aufgehoben werden. „Das für die Grundeigentümer in einem gemeinschaftlichen Jagdbezirk bestehende Schutzsystem der §§ 26, 27, 29 wäre wirkungslos, wenn weder ein Fernhalten des Wildes nach § 26 BJagdG, noch ein Anspruch gegen die Jagdbehörde auf Verringerung des Wildbestandes nach § 27, noch eine wirksame Schadensabwehr durch die Geltendmachung eines Wildschadensersatzes nach § 29 in Betracht kommt.“
Den Eigentümern eines Waldes ist allerdings mit der wiederholten Geltendmachung von Wildschadensersatzansprüchen nicht gedient. Denn es geht nicht kurzfristig um den Ersatz der Pflanzkosten und sonstiger Schäden. Es geht vielmehr langfristig um die Sicherung einer ordnungsgemäßen forstwirtschaftlichen Bewirtschaftung und Nutzung ihrer Waldgrundstücke. Der Waldeigentümer muss „nicht tatenlos zusehen, daß der Bestand seines Eigentums durch den ständig zunehmenden Wildverbiß entzogen werde.“ Dieses Ziel ist „nur im Wege der angemessenen Reduzierung des im Wald zu Schaden gehenden Schalenwildes und damit lediglich durch eine entsprechend hohe Festsetzung der Abschusszahlen im Abschussplan zu verwirklichen.“ Eine zu geringe Abschussfestsetzung stellt eine Beeinträchtigung des Grundeigentums nach Art. 14 Abs. 1 GG dar und hat letztlich enteignende Wirkung.(Rn 52)
„Vor dem Hintergrund des Art. 14 GG kann es […] keinen Unterschied machen, ob der Waldeigentümer Eigenjagdbesitzer oder Jagdgenosse ist. Der durch Art. 14 GG gewährleistete Schutz kann nicht von der Größe der im Eigentum stehenden Waldfläche abhängen.“(Rn 56) Sinngemäß gilt dies auch für Angliederungsgenossen oder Eigentümer, deren Wald an eine Eigenjagd angegliedert ist. Bei letzterem kann es im Falle eines zu niedrig angesetzten Abschussplans sogar zu Amtshaftungsansprüchen kommen.(Punkt 17)
Das „Urteil Hinterstoißer“ bestätigt die umfangreichen Möglichkeiten der Einsichtnahme, Kontrolle und Mitwirkung jedes Eigentümers trotz Zwangsmitgliedschaft. Er hat einen Anspruch auf Herausgabe der Streckenlisten und kann Einblick in die laufende Abschussplanung verlangen. Denn nur so kann er sich einen Überblick verschaffen über Art und Umfang der durchzuführenden Verringerungsmaßnahmen. Adressat und Verpflichteter des Auskunftsanspruchs ist nicht die eigene Jagdgenossenschaft, sondern die zuständige Untere Jagdbehörde oder, im Fall eines behördlichen Vegetationsgutachtens, das zuständige Forstamt. Auch eine Klage gegen einen zu niedrigen Abschussplan für Rotwild eines benachbarten Jagdreviers vor dem Bayerischen Verwaltungsgerichtshof hatte Erfolg. Dies hatte grundsätzlich auch schon der Bundesgerichtshof bejaht.(Seite 20)

#### Reform des Bundesjagdgesetzes
Am 20. Januar 2021 hat die Bundesregierung einen „Entwurf eines Ersten Gesetzes zur Änderung des Bundesjagdgesetzes, …“ vorgelegt. Erstmals wird als Ziel „eine Verjüngung des Waldes im Wesentlichen ohne Schutzmaßnahmen“ vorgegeben. Damit soll eine „an den Klimawandel angepasste Waldbewirtschaftung in der Fläche“ umgesetzt werden. Dem Bundesrat ging diese Formulierung nicht weit genug. Er forderte in seiner Stellungnahme die Wörter „im Wesentlichen“ zu streichen. Dies wurde von der Bundesregierung abgelehnt. Für alle Jagdreviere sollen Vegetationsgutachten erstellt werden, die insbesondere Aussagen zur Verjüngung des Waldes enthalten. Da neuere Informationen zur Novelle des Bundesjagdgesetzes seit 2022 nicht mehr vorliegen, ist es unklar, ob die Änderung noch beabsichtigt ist.

### Österreich
Gewisse Tierarten unterliegen in Österreich der Abschussplanung. Nur über behördliche Bewilligung oder Verfügung ist es zulässig, einen Abschuss solcher Wildtiere vorzunehmen. Im Rahmen der Abschussplanung sind die bewilligten oder verfügten Abschüsse auch tatsächlich durchzuführen. Abschussplanungen gibt es bei allen Schalenwildarten (ausgenommen Schwarzwild) und bei den Rauhfußhühnern. In manchen Bundesländern ist auch das Murmeltier abschussplanpflichtig.
Für jedes Jagdgebiet ist vom Jagdausübungsberechtigten oder von seinem Jagdschutzorgan (Jagdaufseher) eine Abschussliste zu führen (wie ein „jagdliches Kassabuch“). Einmal jährlich ist diese Abschussliste der Behörde zur Überprüfung der durchgeführten Abschüsse vorzulegen. Auch im Rahmen einer einmal jährlich stattfindenden Hegeschau (Trophäenschau) werden die durchgeführten Abschüsse überprüft. Alle Trophäenträger (Geweih- und Hornträger) sind von den Erlegern vorzulegen. Die Abschüsse werden nach Geschlecht und Altersklassen bewertet und mit den Abschussplänen verglichen.

### Schweiz
Die Jagd ist in der Schweiz ein gesetzlicher Auftrag, der im Bundesgesetz sowie in der Bundesverordnung über die Jagd und den Schutz wildlebender Säugetiere und Vögel festgehalten ist. Diese Gesetzestexte definieren die Grundsätze der Jagd schweizweit. Die Kantone erstellen basierend auf dieser Grundlage ihre eigenen Jagdgesetze und -verordnungen, welche den kantonalen Besonderheiten Rechnung tragen. Um eine nachhaltige und natürliche Verjüngung des Waldes zu ermöglichen, wird ein obligatorischer Abschussplan für etliches Schalenwild erstellt. Dieser Abschussplan wird alle vier Jahre überarbeitet und den aktuellen Umständen angepasst. Für das restliche Wild besteht keine zwingende Abschusszahl.